# Lagunas Encadenadas del Oeste
Lagunas Encadenadas del Oeste define a una cuenca hidrográfica endorreica situada en el interior de la provincia de Buenos Aires,  más exactamente en el suroeste de la misma, (próxima al límite con la provincia de La Pampa), en el centro-este de la Argentina.
Esta cuenca cubre parte de los territorios municipales de Adolfo Alsina, Daireaux, Guaminí, Coronel Suárez, Saavedra, Puan y General La Madrid.

## Otros nombres y etimología toponímica
Este sistema también es denominado: cuenca Las Encadenadas del Oeste, sistema Encadenadas del Oeste o lagunas Encadenadas del Sudoeste. 
Etimológicamente, el nombre de “Encadenadas del Oeste”, además de relacionarse al occidente provincial, también se construye como contraposición a otro sistema lacunar también muy conocido, situado hacia el oriente de la provincia, las lagunas Encadenadas del Este o de Chascomús.

## Características físicas y uso del suelo en la cuenca

### Origen geológico
Según Frenguelli, el sistema se encuentra sobre un gran valle tectónico, el cual habría drenado hacia el actual arroyo Vallimanca, para posteriormente sufrir un descenso altitudinal que terminó conformando una depresión, la cual, en respuesta a lluvias con promedios muy superiores a los de hoy en día, habría desarrollado un único cuerpo lacustre de aguas dulces y de amplia superficie, el que cubría no solo todas las actuales lagunas sino todos los terrenos emergidos entre ellas, así como también áreas importantes de su cuenca. Un ciclo general en donde las lluvias no lograban cubrir lo que se evaporaba, significó un paulatino descenso del nivel del agua, con la segmentación del mismo en un rosario de cuerpos lóticos relativamente menores (al que denomina "grupo diagonal"), paisaje del presente que, por tanto, constituye un relicto de aquel gran lago.

### Suelos
Los espejos lacunares están rodeados por planicies bajas y cubetas con elevada salinidad/alcalinidad y períodos de anegamiento en ciclos lluviosos; en algunas riberas y en zonas más alejadas se presentan planicies suavemente onduladas, cordones de médanos fósiles y lomadas aplanadas donde puede aflorar costra calcárea. Los suelos altos hacia el norte en general poseen bajo contenido de materia orgánica, son profundos y muy permeables ya que tienden a ser dominantemente arenosos, por lo cual sufren de poca retención de las precipitaciones y de erosión eólica como consecuencia de un mal manejo agropecuario. Los ubicados entre las lagunas y el sistema de Ventania son francos, bien drenados, algo inclinados. La productividad de cada lote está fuertemente relacionada con la distancia a la superficie en que se encuentra un horizonte petrocálcico subsuperficial, ya que en los que este se localiza próximo a aflorar los vegetales no logran explotar todo el potencial de su sistema radicular, pues el perfil donde puede explorar es muy acotado.

### Clima
El clima es semiárido, templado, del tipo pampeano. La temperatura media anual es de 15,4 °C; enero es el mes más cálido (24 °C de media mensual) mientras que el más frío es julio (7 °C de media). El período libre de heladas es en promedio de unos 145 días (del 7 de octubre al 8 de mayo). Las mayores precipitaciones ocurren durante la temporada cálida.

### Producción agropecuaria
El esquema productivo tradicional en la cuenca es el agrícolo-ganadero, aunque ha ido evolucionado hacia un mayor porcentaje destinado a la agricultura. Presenta cultivos invernales de cosecha, de los cuales el más relevante es el trigo, y en una menor proporción, la avena. Los cultivos estivales de cosecha son dominados por la soja, seguida por el girasol y el maíz. 
Destaca también la ganadería bovina, en esquemas solo de cría pero especialmente en los de ciclo completo, sobre pasturas polifíticas (en especial alfalfa) o cultivos forrajeros (“verdeos”) de verano (como el maíz y el sorgo) o de invierno (avena). En campos bajos, en aquellos en que hay una mayor proporción de arena en el suelo, en médanos vegetados, etc., se explotan las pasturas naturales así como las implantadas; de estas últimas, las principales son las de pasto llorón, agropiro y trébol (este último en las zonas más bajas).

## Descripción del recorrido hídrico
Todo el sistema sufrió profundas alteraciones, algunas derivadas de los ciclos naturales pero otras tienen un origen antrópico, lo que derivó en la conformación de enormes cuerpos lacunares, partiendo desde espejos originalmente reducidos, gracias a que avanzaron sobre grandes superficies de suelo agrícola de sus alrededores.
La mayor alteración humana fue que un cauce fluvial que primitivamente drenaba hacia el río Salado, fue desviado e incorporado a la cuenca, mediante la construcción del denominado canal Ameghino.   
El sistema tiene sus principales afluentes en los cordones septentrionales de las sierras de Ventania. La alineación de lagunas se sitúa en un área deprimida que se posiciona por sobre un eje que se proyecta tanto hacia el nordeste (Vallimanca) como hacia el sudoeste (ya en La Pampa, hasta Utracán).
Cada laguna del sistema posee su unidad colectora propia desarrollada hacia el sur, representada por un arroyo principal que generalmente se nutre de la escorrentía serrana o pedemontana.  La halinidad aumenta desde el nordeste hasta el sudoeste, recorrido en que se pasa de lagunas hipohalinas en un extremo hasta lagunas hiperhalinas en el otro.

### Laguna Alsina
La laguna Alsina es el primer espejo importante del sistema; está situada a una altitud de 107 m s. n. m.. Recibe los aportes del arroyo Sauce Corto y de otros dos arroyos de escorrentía temporaria, el Cura Malal Grande y el Pescado, este último es la continuación del arroyo Quiniguá.
Luego de un período de lluvias abundantes, la laguna Alsina creció notablemente en su superficie, unificándose con la antigua laguna de Inchauspe, ubicada hacia el nordeste. El borde septentrional de esta última es definido por un terraplén, el cual evita que, en épocas de inundaciones, penetre en el sistema los excesos de otras lagunas pertenecientes a la cuenca del río Salado. Para evitar que en épocas de copiosas lluvias el sistema de las Encadenadas se sobrecargue, la laguna Alsina (vía laguna Inchauspe) también puede drenar artificialmente hacia la cuenca del Salado, salvando la diferencia altitudinal entre ambos sistemas mediante bombas hidráulicas, las que elevan las aguas para volcarlas en un canal, que luego las transporta a la laguna del Tordillo y desde está pasan por otro canal (el cual recibe también aguas de las lagunas de Juancho y de La Linda) que se conecta con el arroyo Vallimanca, un afluente del Salado. La laguna Alsina poseen también otro espejo satélite comunicado por bañados y juncales, la laguna Aguará. En esta desemboca el canal Ameghino, drenaje artificial al cual se responsabiliza de buena parte de los excesos hídricos que inundaron a la cuenca en la década de 1980.
Antiguamente, las lagunas Blanca Grande, del Tordillo, Juancho, etc., eran alimentadas por el arroyo Huáscar y drenaban por la cañada Larga hacia el Vallimanca. El canal Ameghino alteró el funcionamiento, haciendo que los aportes del Huáscar pasen a engrosar a la cuenca de las Encadenadas, provocando las inundaciones de la década de 1980, siendo bajos los destinados al Vallimanca por el Huáscar en ese período. En 1995 se canalizó y ensanchó la cañada Larga.
La laguna Alsina posee en su sector medio una elevada isla, la cual nunca es alcanzada por las inundaciones; en ella sobrevive un bosque relictual correspondiente al distrito del caldenal, integrado en especial por chañares.
Al ser la más dulce del sistema, la laguna Alsina es la que más biodiversidad sostiene, tanto en el número de especies de peces como en la vegetación de sus riberas. Posee una superficie de 13 300 ha, conteniendo un volumen de agua de 374 hm³, 62 km de borde costero, y profundidades media de 2,8 m y máximas de 6,4 m. Los rasgos químicos de sus aguas la definen como hipohalina bicarbonatada sódica hemiclorurada hemisulfatada, eutrófica, con un residuo sólido de más de 0,8 g/l. Sus costas presentan barrancas bajas; su lecho es de barro.

### Laguna Cochicó
Los excesos hídricos de la laguna Alsina son traspasados, por pendiente natural, hacia la laguna Cochicó (de una altitud de 105 m s. n. m.), a través de un canal, cuyo caudal es regulado mediante una compuerta y que posee también una estación de bombeo para invertir el proceso, la que fue inaugurada en 1995. Ambas lagunas están separadas por un pequeño istmo de alrededor de 1000 metros de ancho. Cochicó también colecta los aportes del arroyo homónimo, de régimen temporario, el cual es alimentado por algunas cañadas próximas; sin embargo, antes de volcar su caudal en el espejo se le une un brazo intermitente del arroyo Cura-Malal Grande.   
Cochicó posee una superficie de 6670 ha, conteniendo un volumen de agua de 342 hm³, 46 km de borde costero, y profundidades media de 5,1 m y máximas de 7,2 m. Los rasgos químicos de sus aguas la definen como hipohalina bicarbonatada sódica hemiclorurada hemisulfatada, eutrófica, con residuo sólido de 1,2 g/l. Posee costas bajas con algunos juncales; en ciertos tramos se observan barrancas toscosas. Su lecho es de tosca y barro.
Como ocurre con el resto de los espejos que integran las Encadenadas, variables como su halinidad, profundidad, área, altitud, volumen, perímetro, etc., son extremadamente variables, siendo muy afectados por los hemiciclos secos-húmedos. 
Por ejemplo, entre los años 2004 a 2013, como respuesta a un período de sequía, se verificó un paulatino descenso de la superficie cubierta por las aguas, que pasó de 6810 ha a 4740 ha al mismo tiempo que se incrementaba su salinidad desde 18,9 a 44 g/L, el que es el límite de la tolerancia del pejerrey, por lo que provocó el colapso de la pesquería centrada en esa especie. La situación cambió durante los años 2014 y 2015, debido al aumento de las precipitaciones, lo que hizo que la superficie del espejo creciera hasta alcanzar las 5000 ha, ubicándose los niveles de salinidad en torno a los 33,5 g/L, los que se encuentran dentro de los parámetros de confort de esta especie.
En una península de su sector occidental la laguna posee una pequeña localidad relacionada al turismo de pesca deportiva: Cochicó.

### Laguna del Monte
Al igual que ocurre con la laguna Alsina, los excesos de la laguna Cochicó son drenados hacia el siguiente cuerpo acuático, buscando las aguas la menor pendiente a través del canal Los Álamos, regulado por una compuerta, el cual desemboca en la laguna del Monte (de una altitud de 104 m s. n. m.). El canal se encuentra en la parte septentrional del istmo que las divide, en proximidades de la Estación Álamos. Esta laguna también es alimentada por el arroyo Guaminí, el que a su vez recibe los aportes de los arroyos Corto y Malleo-Leufú.
La laguna del Monte posee dos islas la más oriental es la mayor, la isla Sistina, la cual posee 4200 metros de longitud. En ella se encuentra una estancia que opera como coto de caza, encontrándose manadas de guanacos, antílopes de la India, ciervos dama, etc. 
En el año 1782 esta isla estaba aún cubierta por un denso bosque xerófilo (localmente “monte”) el cual le otorgó el nombre al espejo. La otra isla es menor y más baja, la isla Chica, la cual quedó sumergida durante ciclos de precipitaciones abundantes, época en que contactó esta laguna con la del Venado a través de campos inundados. Ambas están distanciadas por un corto istmo de menos de 1000 metros de ancho.
La laguna del Monte posee una superficie de 17 450 ha, conteniendo un volumen de agua de 830 hm³, 100 km de borde costero, y profundidades media de 4,8 m y máximas de 7,7 m. Los rasgos químicos de sus aguas la definen como mesohalina clorurada sódica hemibicarbonatada, con residuo sólido de 4 g/l.
El lecho es de barro, tosca y arena; sus costas son muy accidentadas, con grandes desniveles y barrancas toscosas. En su ribera sudeste se encuentra la ciudad de Guaminí, la cual está protegida del crecimiento de la laguna por medio de terraplenes.

### Laguna del Venado
La laguna del Monte descarga sus acumulados hídricos en la laguna Del Venado (de una altitud de 103 m s. n. m.). Al igual que las anteriores, el traspaso se realiza por medio de un canal, el cual desemboca en una laguna interpuesta entre ambas (la laguna La Dulce), que en realidad es un golfo de la del Venado. Esta también recibe los aportes del arroyo del Venado. 
La laguna del Venado posee una superficie de 10 000 ha, conteniendo un volumen de agua de 498 hm³, 22 km de borde costero, y profundidades media de 5 m y máximas de 8,1 m. Los rasgos químicos de sus aguas la definen como mesohalina clorurada sódica hemibicarbonatada, con residuo sólido de 5,9 g/l. El lecho está compuesto por barro y arena. Presenta costas con grandes desplayados.

### Laguna La Paraguaya
La laguna del Monte vierte sus excedentes en la laguna La Paraguaya (laguna Alpataco), de una altitud de 97 m s. n. m., la cual en épocas de escasez de lluvias se llega a secar por completo. La concentración salina de sus aguas es, por consiguiente, muy elevada.

### Laguna Epecuén

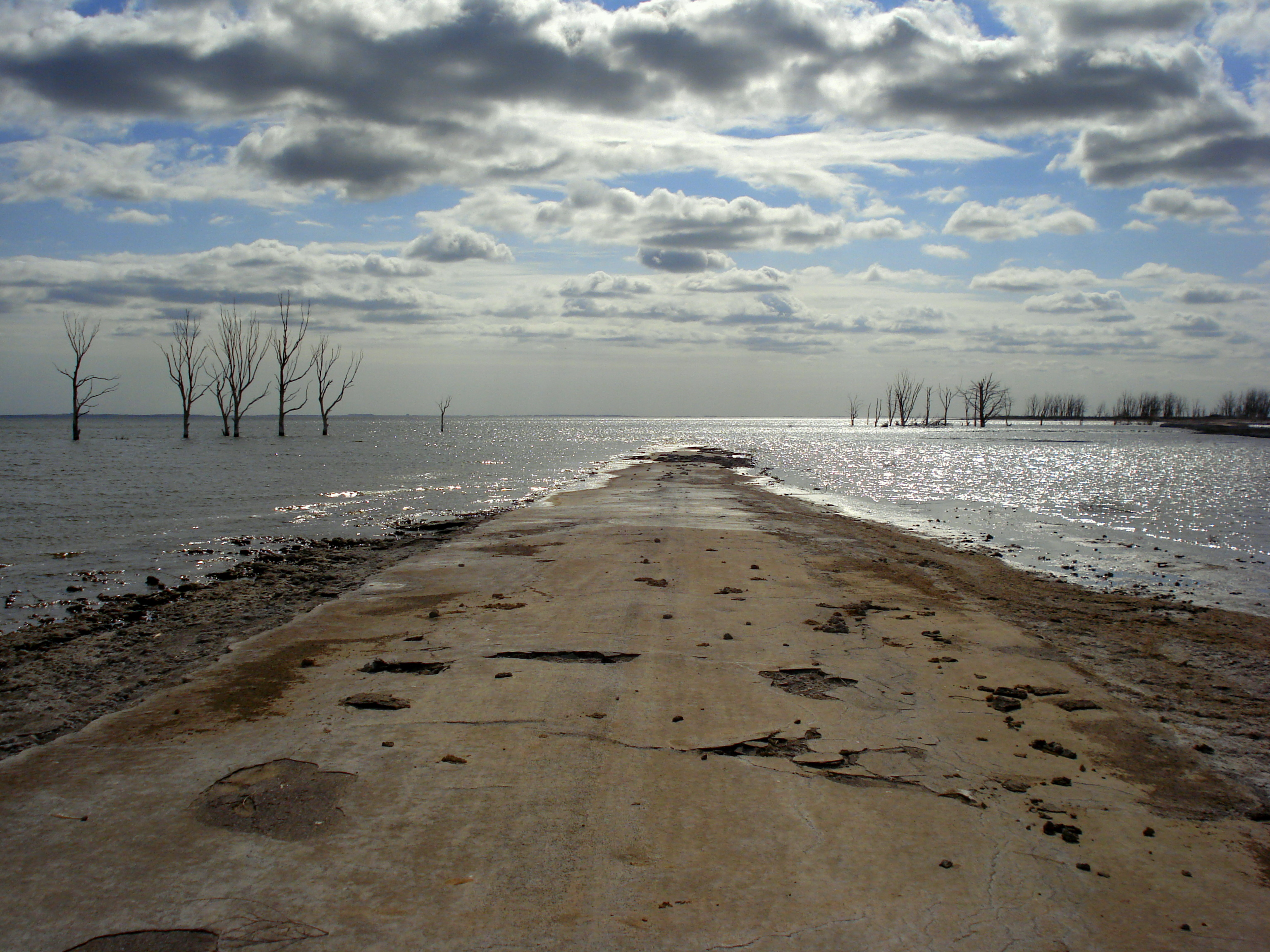
La localidad de Villa Epecuén inundada por las aguas de la laguna homónima.

La laguna La Paraguaya evacúa sus superávits hacia el último espejo acuático de la cuenca, la laguna Epecuén, con la cual se unifican en épocas de crecientes extraordinarias formando un único cuerpo lacunar. La entrada se regula mediante un dique de tierra y una compuerta (denominada “Rolito”). También recibe los aportes del arroyo Pigué (el cual captura la escorrentía de los faldeos de la sierra de la Ventana) y de varios otros de menor relevancia. 
La laguna Epecuén es el destino final de los excesos pluviales que ocurren en todo el sistema de las Encadenadas, al encontrarse en el punto de menor altitud de la misma (96 m s. n. m.), en el fondo de una amplia área con pendiente deprimida hacia su interior, por lo que le es imposible drenarlos; solo la evaporación hace disminuir su volumen. Esto hace que históricamente sea la que más ha sufrido las contingencias de la variabilidad de los ciclos pluviométricos, disminuyendo su superficie y elevando enormemente su salinidad, como respuesta a ciclos de lluvias desfavorables, o aumentando su superficie y reduciendo su halinidad luego de ciclos de acumulados superiores al promedio habitual.   
Originalmente era apenas una gran salina que contenía en su centro un somero cuerpo de agua (con una profundidad de solo 40 cm).
Al estar concentrados sus componentes químicos, estos les conferían a sus aguas cualidades curativas, por lo que eran el destino de un flujo turístico que buscaba en ellas remediar sus afecciones respiratorias y dermales. A fines de la década de 1970, como consecuencia de la derivación hacia la cuenca de aguas que originalmente fluían hacia el río Salado, sumado a la aparición de un ciclo intensamente lluvioso, determinó que el primigenio espejo diminuto, elevase unos 10 metros su cota, transformándose en una laguna amplia, profunda y permanente. Esto último ha afectado a los campos e infraestructura existente en sus márgenes, destacando en este aspecto la desaparición de la ciudad turística de Villa Epecuén a mediados de los años 1980. Hasta el año 1993 su ascenso continuó, y desde ese momento comenzó a retroceder, dejando al descubierto a la inundada ciudad, la que ha quedado en ruinas, las que son visitadas por turistas asombrados del atípico paisaje. Hacia comienzos de 2015 aún presentaba cerca de 19 km de longitud máxima y alrededor de 8 km en su mayor ancho.
Posee una superficie de 16 030 ha, conteniendo un volumen de agua de 1127 hm³, profundidad media de 7 m y máxima de 10,5 m. Los rasgos químicos de sus aguas la definen como hiperhalina clorurada sódica, oligotrófica, con residuo sólido de 56,75 g/l.
En razón de presentar relativamente elevadas concentraciones de algunos minerales (como sodio, potasio, calcio, magnesio, ioduro, cloruro, sulfato, carbonato, nitrato, etc.) se les ha atribuido que las mismas poseen importantes propiedades terapéuticas. En su ribera sudeste se sitúa la ciudad de Carhué, cabecera del partido de Adolfo Alsina.

## Biodiversidad
La biodiversidad del sistema va mermando en cada cuerpo acuático según estén ubicados, siguiendo una ordenación desde el nordeste hacia el sudoeste, al mismo tiempo que de igual manera disminuye la altitud y aumenta la salinidad de las aguas. Por lo tanto, en los extremos encontramos la mayor y menor riqueza de su diversidad biológica, tanto en el número de especies de peces como en la vegetación acuática que crece en sus profundidades someras.

### Asignaciones ecorregionales
Ecorregionalmente su superficie emergida pertenece a dos ecorregiones terrestres: pampas semiáridas (en su mayor parte) y, ecotonalmente en su sector nororiental, a la de las pampas húmedas.
La totalidad de los arroyos, canales, bañados y lagunas se insertan en la ecorregión de agua dulce drenajes bonaerenses.

### Fauna
Peces
Las especies de peces que viven en sus lagunas poseen abolengo brasílico. 
Si bien estos espejos no tenían contacto directo con la cuenca imbrífera del río Salado, su ictiofauna es la misma, aunque pauperizada. El hecho de que las lagunas más dulces sean las que están más próximas a las nacientes del arroyo Vallimanca, favorece la llegada al sistema de nuevas especies desde ese curso fluvial.
La mayor diversidad ictiofaunística se encuentra en el cuerpo lacunar de menor halinidad (la laguna Alsina). Fueron reportados para el sistema: pejerrey (Odontesthes bonariensis), mandufia (Platanichthys platana), dientudo (Oligosarcus jenynsii), tachuelas o barrefondos (Corydoras paleatus), bagarito (Parapimelodus valenciennis), bagre sapo (Rhamdia quelen), bagre cantor (Pimelodella laticeps), mojarras (Astyanax eigenmanniorum, Cheirodon interruptus y Bryconamericus iheringii), chanchita (Australoheros facetus), madrecita (Cnesterodon decemmaculatus) y listado (Jenynsia multidentata).
Un poblamiento dinámico se manifestó con la invasión de la tararira (Hoplias malabaricus), el sabalito (Cyphocharax voga), la vieja del agua (Loricariichthys anus) y carpa (Cyprinus carpio); esta última es especie exótica que altera los ecosistemas de los biotopos que invade. Además se publicaron otras 3 especies pero se consideran registros dudosos o erróneos. En el otro extremo, la laguna Epecuén, al ser la más salina solo la habita generalmente el listadito (Jenynsia multidentata), una especie de destaca tolerancia a la salinidad.
Aves
Las aves acuáticas son posiblemente los animales más abundantes y llamativos de las lagunas Encadenadas, ya que están presentes en altos números en todos los cuerpos acuáticos. En los espejos más salinos abundan los flamencos australes. En todos son permanentes importantes poblaciones de cisnes, coscorobas, gallaretas, así como grandes bandadas de numerosas especies de patos y de aves limícolas migratorias, como chorlos y playeros.
Mamíferos
Entre las especies de mamíferos, el más destacado es la nutria roedora o coipo (Myocastor coypus).

### Flora
Fitogeográficamente está adscripta al área medanosa u occidental del distrito fitogeográfico pampeano austral de la provincia fitogeográfica pampeana, una de las secciones en que se divide el dominio fitogeográfico chaqueño, la que cubre las llanuras orientales del Cono Sur americano.
En islas y barrancas se presentan manchones boscosos xerófilos incluidos en el distrito fitogeográfico del caldén, de la provincia fitogeográfica del espinal, dentro del dominio fitogeográfico chaqueño. Estaban conformados por el caldén, el algarrobo dulce, el chañar, el sombra de toro, molles, congorosas, etc. Estos bosques relictuales fueron mayormente destruidos.
Las lagunas de menor salinidad poseen en sus costas cordones de una planta anfibia muy destacada, ya que por sí misma conforma un microecosistema, denominado juncal, son consociaciones del junco (Schoenoplectus californicus).